# Sympycnus tenueciliatus
Sympycnus tenueciliatus är en tvåvingeart som beskrevs av Octave Parent 1933. Sympycnus tenueciliatus ingår i släktet Sympycnus och familjen styltflugor. Inga underarter finns listade i Catalogue of Life.